# Mbomou
|  | Aquest article tracta sobre la prefectura de Mbomou. Si cerqueu el riu Bomu o Mbomou, vegeu «riu Mbomou». |

Mbomou (anomenat també Bomu) és una de les 14 prefectures de la República Centreafricana. Està situada al sud-est del país, junt amb la República Democràtica del Congo. La seva capital és Bangassou. Frontereja amb les prefectures de Basse-Kotto a l'oest, Haute-Kotto al nord, i Haut-Mbomou a l'est.
A més de Bangassou, també són importants les ciutats d'Ouango, al sud, Bakouma, al nord-est, i Rafaï, a vores del Riu Mbomou.
Mbomou rep el nom del principal riu que la travessa: el Mbomou. També cal destacar els rius Uele, Kotto i Mbari.